# Daniela Diaz
Daniela Diaz (* 16. Juni 1982 in Baar ZG) ist eine ehemalige Schweizer Eishockeyspielerin spanischer Abstammung, die seit Januar 2023 Trainerin der Frauenmannschaft des EV Zug ist. Zuvor war sie zwischen 2015 und 2019 Cheftrainerin der Schweizer Eishockeynationalmannschaft der Frauen sowie zwischen 2010 und 2016 Trainerin die ZSC Lions Frauen. Ihr Bruder Raphael ist ebenfalls Eishockeyspieler.

## Karriere
Daniela Diaz wuchs in der Nähe des damaligen Hertistadions in Zug auf und trat als 13-Jährige dem EV Zug bei. Bis 2006 spielte sie für die Frauenmannschaft des Vereins und gewann mit dieser insgesamt vier Meistertitel. Vor der Saison 2004/05 wechselte sie zum HC Lugano, kehrte aber schon im Dezember 2004 zu ihrem Heimatverein zurück.
Zudem lief sie in über 100 Länderspielen für die Schweizer Eishockeynationalmannschaft der Frauen auf, unter anderem bei den Olympischen Winterspielen 2006 und fünf Weltmeisterschaften.
Nach den Olympischen Winterspielen entschied sie sich für ein Auslandsengagement und spielte für die Etobicoke Dolphins (Toronto) in der damals einzigen Profi-Fraueneishockeyliga der Welt, der National Women’s Hockey League. Nach diesem Jahr in Kanada kehrte sie in die Schweiz zurück und liess ihre Karriere beim KSC Küssnacht ausklingen.
Erste Erfahrungen als Trainerin sammelte sie beim EHC Basel. Im Mai 2010 wurde sie Cheftrainerin der ZSC Lions Frauen und gewann mit diesem Team am Ende der Saison 2010/11 den ersten Frauen-Meistertitel der Vereinsgeschichte. Beim European Women Champions Cup 2012 belegten die Lions-Frauen den zweiten Platz hinter Tornado Moskowskaja Oblast. Zudem verteidigten die Lions-Frauen 2012 und 2013 jeweils ihren Meistertitel und gewannen 2013 den EWHL Supercup.
Im Dezember 2015 wurde sie vom Schweizer Eishockeyverband als neue Frauen-Nationaltrainerin vorgestellt und löste damit Gian-Marco Crameri in dieser Funktion ab. Nach der Saison 2015/16, in der sie mit den ZSC Lions Frauen einen weiteren Meistertitel gewann, trat sie von ihrem Traineramt bei den Lions zurück. Einen Monat später erhielt sie eine Vertragsverlängerung als Nationaltrainerin, wobei sie die erste hauptamtliche Nationaltrainer(-in) in der Geschichte des Schweizer Fraueneishockey war. Bis 2019 war sie Nationaltrainerin, ehe sie Managerin der verschiedenen Frauen-Nationalmannschaften wurde und diese Position bis Mai 2022 innehatte.
Im Januar 2023 wurde sie vom EV Zug verpflichtet, um die neue Frauenmannschaft des EVZ aufzubauen.

## Erfolge und Auszeichnungen
- 1998 Schweizer Meister mit dem EV Zug
- 1999 Schweizer Meister mit dem EV Zug
- 2004 Schweizer Meister mit dem EV Zug
- 2005 Schweizer Meister mit dem EV Zug
- 2005 Aufstieg in die Top-Division bei der Weltmeisterschaft der Division I
- 2011 Schweizer Meister mit den ZSC Lions Frauen (als Trainerin)
- 2012 Zweiter Platz beim European Women Champions Cup mit den ZSC Lions (als Trainerin)
- 2012 Schweizer Meister mit den ZSC Lions Frauen (als Trainerin)
- 2013 Schweizer Meister mit den ZSC Lions Frauen (als Trainerin)
- 2016 Schweizer Meister mit den ZSC Lions Frauen (als Trainerin)

## Karrierestatistik

### International
(Legende zur Spielerstatistik: Sp oder GP = absolvierte Spiele; T oder G = erzielte Tore; V oder A = erzielte Assists; Pkt oder Pts = erzielte Scorerpunkte; SM oder PIM = erhaltene Strafminuten; +/− = Plus/Minus-Bilanz; PP = erzielte Überzahltore; SH = erzielte Unterzahltore; GW = erzielte Siegtore; 1 Play-downs/Relegation; Kursiv: Statistik nicht vollständig)